# Красносельское сельское поселение (Динской район)
Красносельское сельское поселение — муниципальное образование в Динском районе Краснодарского края России.
В рамках административно-территориального устройства Краснодарского края ему соответствует Красносельский сельский округ.
Административный центр и единственный населённый пункт — село Красносельское.
Площадь поселения — 52,32 км².

## Население
| 2010  | 2012  | 2013  | 2014  | 2015  | 2016  | 2017  |
| ----- | ----- | ----- | ----- | ----- | ----- | ----- |
| 3060  | ↗3165 | ↗3220 | ↗3349 | ↗3517 | ↗3652 | ↗3842 |
| 2018  | 2019  | 2020  | 2021  | 2023  |       |       |
| ↗4010 | ↗4226 | ↗4261 | ↗4734 | ↘4645 |       |       |